# Shrek 2: Original Motion Picture Score
Shrek 2: Original Motion Picture Score è la colonna sonora del film del 2004 Shrek 2, composta da James Horner.

## Tracce
Musiche di James Horner.
1. Prince Charming – 2:05
2. Leaving Home – 1:12
3. Far Far Away – 1:44
4. Family Dinner – 2:10
5. Fiona's Room – 1:01
6. We Need to Talk – 1:32
7. The Poison Apple – 1:20
8. The Factory – 1:40
9. By the Ol' Oak – 2:02
10. Annoying Talking Animal – 2:56
11. The Potion Room – 3:08
12. Deep Fried – 2:02
13. Not Meant to Be – 2:49
14. The Ball – 1:09
15. The Prince of Her Dreams – 2:16
16. Tonight on "Knights" – 0:48
17. Magic Tea – 1:50
18. The Mission – 1:29
19. Muffin Man – 1:10
20. Get the Wand – 2:08
21. The Monkey Chase – 2:00
22. Shere Khan vs. Mowgli – 2:58
23. All Is Revealed – 3:16
24. Dragon!! – 0:38

Durata totale: 45:23